# Sharon Isbin
Sharon Isbin   (Minneapolis, 7 d'agost de 1956) és una guitarrista clàssica estatunidenca guanyadora del premi Grammy i directora fundadora del departament de guitarra de la Juilliard School.
Sharon Isbin va néixer a Minneapolis, Minnesota, filla de Katherine Isbin i Herbert S. Isbin, científica nuclear i professora de la Universitat de Minnesota i autora d'Introductory Nuclear Reactor Theory (1963). Va començar els seus estudis de guitarra als nou anys amb Aldo Minella a Varese, Itàlia, on el seu pare havia estat contractat com a consultor. Posteriorment, va estudiar amb Jeffrey Van, Sophocles Papas, Andrés Segovia, Oscar Ghiglia, Alirio Díaz i durant deu anys amb el destacat teclista i erudit de Bach Rosalyn Tureck. Isbin va col·laborar amb Tureck en la preparació i gravació de les primeres edicions emblemàtiques de les suites de llaüt per a guitarra de Bach.
Va començar a practicar la meditació transcendental als 17 anys. Va rebre un BA cum laude de la Universitat Yale i un màster en música de la Yale School of Music.